# 草花村
草花村（くさばなむら）は東京府の西部、西多摩郡に属していた村。

## 地理
現在のあきる野市の北東部、旧秋川市の北部に位置する。
川に挟まれた高台にあり明治時代まではその周りから湧き水が湧いた。
- 河川：多摩川、平井川、氷沢川、鯉川

## 歴史

### 平山氏
中世のこの地域は平山氏が治めていたとされる。平山氏は武蔵七党とされているが、平氏出自とする説もある。平山左衛門尉季重は1180年（治承4年）源頼朝の源家再興の挙兵に直ちに応じ金砂城を攻略の後、源義経に従い木曾義仲軍と宇治川で合戦、一の谷、屋島、壇ノ浦の各合戦において活躍する。1189年（文治5年）の奥州合戦では嫡子平山小太郎重村とともに従軍して戦功を立てる。これらの戦功により九州の原田荘の地頭に任ぜられ、1207年（承元元年）には草花村の大行寺を祈祷所として保護した。

### 大石氏
南北朝時代には、上杉憲顕・能憲に仕えていた信濃国の大石信重が1352年（南朝：正平7年、北朝：文和元年）の碓氷峠の戦いなどの戦功によって1356年（南朝：正平11年、北朝：延文元年）に入間・多摩両郡内に十三郷を与えられ武蔵国目代職に補任され、以後大石氏の支配下に入る。
戦国時代、大石氏は河越合戦における敗北をきっかけとして北条氏の軍門に降り北条氏康の次男氏照を養子に迎えて滝山城を北条氏に譲ることにより秋川及び多摩川中流域が北条氏の支配下に移ることとなる。

### 江戸時代
江戸時代は上草花村下草花村と二つの村に分かれていた。上草花村と下草花村の境界は氷沢川より多摩川までの間を下草花村、氷沢川より菅生村までを上草花村としていた。

## 村名の変遷
- 1889年（明治22年）4月1日 - 町村制施行により、草花村が単独村制施行して神奈川県西多摩郡草花村が成立する[1][2]。
- 1893年（明治26年）4月1日 - 西多摩郡が南多摩郡、北多摩郡とともに東京府へ編入する。
- 1921年（大正10年）4月1日 - 草花村は菅生村、瀬戸岡村、原小宮村とともに合併し多西村が発足。草花村は消滅。

変遷表
| 1868年 以前 | 1868年 以前 | 明治 初年頃 | 明治22年 4月1日 | 大正10年 4月1日 | 昭和30年 4月1日 | 昭和47年 5月5日   | 平成7年 9月1日 | 現在       |
| ----------- | ----------- | ----------- | --------------- | --------------- | --------------- | ----------------- | -------------- | ---------- |
|             | 上草花村    | 草花村      | 草花村          | 多西村          | 秋多町          | 秋川市に 市制改称 | あきる野市     | あきる野市 |
|             | 下草花村    | 草花村      | 草花村          | 多西村          | 秋多町          | 秋川市に 市制改称 | あきる野市     | あきる野市 |

## 交通
福生村、川崎村、熊川村方面へは渡し船があり渡し場は現在の豊坂付近、羽村大橋付近、多摩川平井川合流後付近に存在した。旧五日市街道筋は多摩川と平井川合流後付近の渡し船が水運を担当した。福生村豊坂への渡しから現在の多西小裏を菅生村に通る街道筋が草花村住民の往来する主要街道であった。